# Vaszil Jevhenovics Iscsak
Vaszil Jevhenovics Iscsak (ukránul: Василь Євгенович Іщак; Dubje, 1955. április 5. –) ukrán labdarúgó, edző. Első magyar NB I-es mérkőzése 1991. augusztus 25. BVSC Budapest - Tatabánya volt, ahol csapata 1–1-es döntetlent játszott.

## Pályafutása

### Játékosként
Iscsak az FK Luck csapatában kezdett el futballozni, 1976 és 1977 között pedig a szovjet harmadosztályú Masuk Pjatyigorszk csapatában futballozott. 1977 és 1990 között a szovjet élvonalbeli Csornomorec Odesza hátvédje volt; a szovjet élvonalban több mint háromszáz mérkőzésen lépett pályára, 1990-ben pedig szövetségi kupagyőztes lett a csapattal. 1990 és 1993 között hatvankét mérkőzésen szerepelt a BVSC Budapest csapatában, tagja volt az 1992-es közép-európai kupa döntőjében szerepelt csapatnak. 1993-ban az ukrán amatőr Blaho Blagojevéhez szerződött, pályafutását Kanadában fejezte be.

### Edzőként
2008 és 2015 között a Csornomorec Odesza utánpótlás csapatait edzette, 2015 óta Kanadában edzősködött.

## Sikerei, díjai
- Csornomorec Odesza:
- Szovjet szövetségi kupa győztes: 1990
- BVSC Budapest:
- Közép-európai kupa döntős: 1992